# Сатпаев, Ислам Назаргожаулы
Ислам Назарқожаұлы Сатпаев (каз. Ислам Назарқожаұлы Сәтбаев; род. 21 сентября 1998, Казахстан, Алматы) — казахстанский стрелок; серебряный призёр универсиады 2021 года, бронзовый призёр летних Азиатских игр 2022 года, призёр этапов кубка мира. Рекордсмен Республики Казахстан по стрельбе из пневматической винтовки на дистанции 10 метров.

## Биография
Ислам Сатпаев родился в 1998 году в Алматы, в Казахстане. Заниматься пулевой стрельбой начал в 7 классе общеобразовательной школы у Дериглазовой Валентины Васильевны. После пяти лет занятий в детско-юношеской спортивной школе Сатпаев был переведен в Специализированную Школу Высшего Спортивного Мастерства и продолжил тренироваться у заслуженного тренера Казахстана Насонова Геннадия Романовича, с которым работает и по сей день. 
В 2021 году на чемпионате Азии по пулевой стрельбе стал победителем. 
На чемпионате мира 2023 года в Баку спортсмен финишировал четвёртым в стрельбе из пневматической винтовки на дистанции 10 метров, и получил квоту для участия в летних Олимпийских играх 2024 года в Париже.
В 2023 году в Китае завоевал бронзовую медаль на летних Азиатских играх.
27 июля 2024 года на Олимпийских играх в Париже завоевал бронзу в стрельбе из пневматической винтовки в смешанных парах (вместе с Александрой Ле).

## Награды
- Орден «Курмет» (14 августа 2024 года) — за высокие спортивные достижения на ХХХIII летних Олимпийских играх, прошедших в городе Париже[3].

## Карьера
- Чемпионат Азии по стрельбе 2021 год город Шымкент — 🥇
- Чемпионат Азии по стрельбе 2022 год город Джакарта — 🥈 🥉
- Этап кубка мира по стрельбе 2022 год город Баку — 🥉
- Этап кубка мира по стрельбе 2022 год город Каир — 🥉
- Этап кубка мира по стрельбе 2023 год город Джакарта — 🥉 🥈 🥈
- Летняя универсиада 2021 город Чэнду — 🥈
- Азиатские игры — 2022 город Ханчжоу — 🥉